# Niamey V

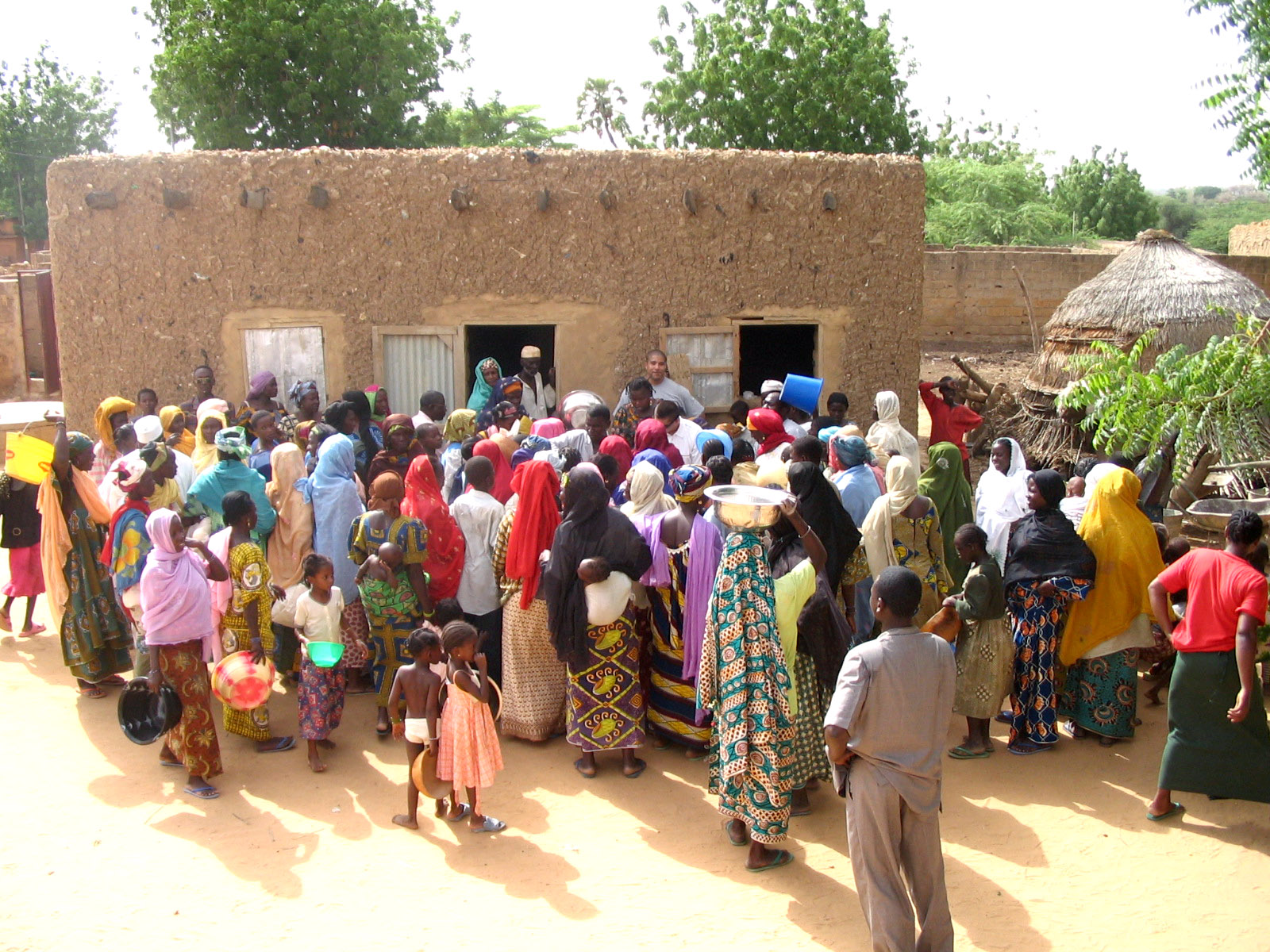
Haus im Stadtviertel Karadjé

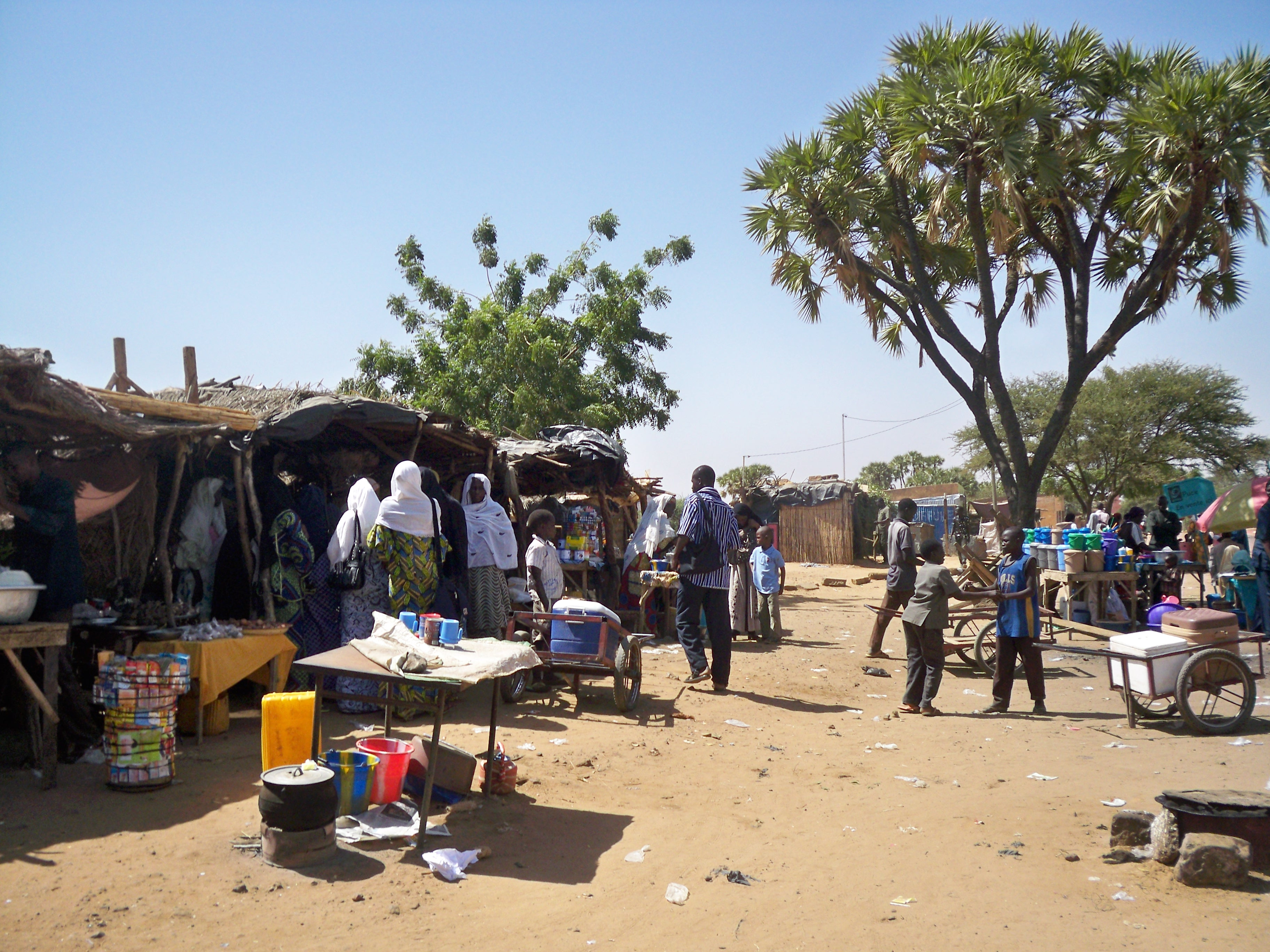
Straßenmarkt im Stadtviertel Lamordé

Niamey V (auch: Harobanda) ist eines der fünf Arrondissements der nigrischen Hauptstadt Niamey.

## Geographie
Niamey V umfasst den gesamten am rechten Ufer des Flusses Niger gelegenen Teil der Stadt. Auch der zu Niamey gehörende Abschnitt des Flusses, seine Inseln und die Kennedybrücke liegen im Gebiet des Arrondissements Niamey V. Die Gefährdung durch Hochwasser ist in Niamey V, das 182 Meter über dem Meeresspiegel liegt, höher als in den Arrondissements am linken Niger-Ufer mit 220 Meter Seehöhe. Niamey V wird auch als Harobanda bezeichnet. Dieser Name kommt aus der Sprache Zarma und bedeutet „jenseits des Wassers“.
Niamey V besteht aus einem urbanen Gebiet, das in 15 Stadtviertel (quartiers) gegliedert ist, und einem ländlichen Gebiet mit 12 Dörfern (villages) und 34 Weilern (hameaux).
Die Stadtviertel sind:
- AGRHYMET
- Banga Bana
- Gawèye
- Hôpital Gawèye
- Hôpital Lamordé
- INJS/C
- Karadjé
- Kirkissoye
- Lamordé
- Nogaré
- Nordiré
- Pont Kennedy
- Saguia
- Séno
- Université Abdou Moumouni

Die Dörfer sind:
- Banguel Torandi
- Diamowé
- Ganguel
- Gorou Banda
- Gorou Kirey
- Kossey
- Kourtéré Boubacar
- Kourtéré Boubacar Péage
- Kourtéré Samboro
- Néini Goungou
- Saga Gourma
- Timéré

Die Weiler sind:
- Banzoumbou
- Bibia
- Birniol
- Bougoum
- Boulel
- Chantier Kourtéré
- Dantcha
- Djadjiré
- Djolongou
- Gouraré
- Hama Gatio
- Hogolé
- Hondo
- Horé Gouraré
- Kariel I
- Kariel II
- Kolonsa
- Konladésaguia
- Kountou
- Lamoudé
- Langayé
- Lassidoudé Béro
- Lassidoudé Kaina
- Lokoto
- Lougadjam
- Lougol
- Lowayé
- Néni Yahaya Koira
- Samaria
- Séno Bali
- Tchangaré
- Tchéna Thayia
- Tillititogol
- Wouro Bellabé
- Yowaré[3]

## Geschichte
1970 wurde die Kennedybrücke über den Niger erbaut, wodurch die Besiedelung der rechten Flussseite verstärkt wurde. Bereits ein Jahr später wurde die staatliche Abdou-Moumouni-Universität Niamey in Niamey V eröffnet. 1984 wurde Niamey in fünf Distrikte geteilt, wobei das Gebiet der rechten Flussseite den 5. Distrikt bildete. 1989 wurde der 5. Distrikt zur Stadtgemeinde Niamey III umgewandelt, die nicht mit dem heutigen Arrondissement Niamey III zu verwechseln ist. Seit 1996 trägt Niamey V seinen heutigen Namen. 2010 wurden die Stadtgemeinden Niameys in Arrondissements umgewandelt.

## Bevölkerung
Bei der Volkszählung 2001 hatte Niamey V 102.172 Einwohner. Bei der Volkszählung 2012 betrug die Einwohnerzahl 132.271.

## Politik
Der Bezirksrat (conseil d’arrondissement) hat 14 Mitglieder. Mit den Kommunalwahlen 2020 sind die Sitze im Bezirksrat wie folgt verteilt: 6 MODEN-FA Lumana Africa, 6 PNDS-Tarayya, 1 MPN-Kiishin Kassa und 1 PJP-Génération Doubara.